# 必鲁图峰
必鲁图峰，位于中国内蒙古自治区阿拉善盟阿拉善右旗雅布赖镇巴丹吉林嘎查东北约6千米处的巴丹吉林沙漠腹地，海拔1611.009米，沙峰呈南北走向，东侧为必鲁图海子（湖），西侧为音德尔图湖（音德日图湖）。